# Simson S 53

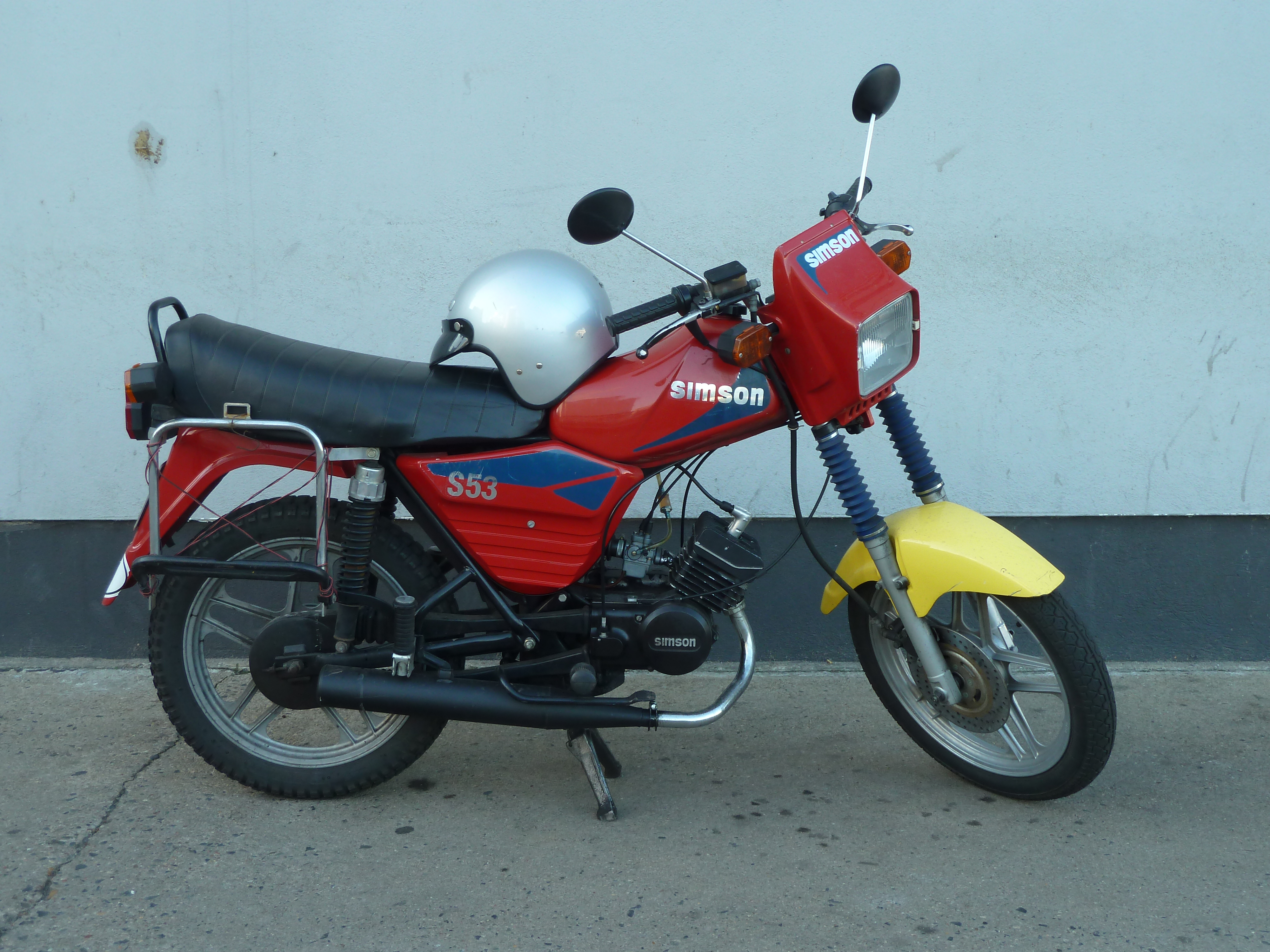
Simson S53 CX

Das Simson S 53 ist ein zweisitziges Kleinkraftrad des Herstellers Simson aus Suhl. Es ist der Nachfolger der bekannten Simson S 51.
Die S 53 ist das letzte in der DDR entworfene Mokick von Simson. Der Unterschied zu seinem Vorgänger, der Simson S 51, ist vor allem ein moderneres Aussehen, erreicht durch die großzügigere Verwendung von Verkleidungsteilen aus Plastik und neuen Farben. Entwicklungsarbeiten an einem S-51-Nachfolger begannen schon 1984, wegen fehlender Mittel musste man sich aber letztlich auf kleinere Veränderungen beschränken, aus denen 1990 schließlich das Modell S 53 hervorging. Der bewährte Zweitaktmotor M541 mit vier Getriebegängen (Ausnahme bei Mofa-Version) wurde weiterentwickelt.
Im September 1990 löste die S 53 die bisher produzierten Simson-S-51-Modelle ab. Die Presse bezweifelte, dass die eher zaghaften Modernisierungen den Anforderungen der neuen Zeit gerecht würden. Letztlich verblieb die S 53 aber bis zur Firmenliquidation im Jahre 2002 im Fertigungsprogramm und zählte zu den erfolgreichsten Modellen der Produktion der 1990er-Jahre. Die Stückzahlen waren aber um Größenordnungen geringer als die des Vorgängers S 51. 1992 wurde unter anderem durch eine um 10° verkürzte Auslasssteuerzeit im Zylinder die Anpassung an die fortan gültige Höchstgeschwindigkeit von 50 km/h erzielt. Die S 53 wurde im Laufe der Jahre vielfach abgewandelt und auch unter anderen Namen wie etwa „Habicht“, „Sperber“ oder „Beach-Racer“ verkauft.
Alle Kleinkrafträder der Firma Simson, die bis zum 29. Februar 1992 auf dem Gebiet der ehemaligen DDR erstmals in den Verkehr gekommen sind, dürfen eine Höchstgeschwindigkeit von 60 km/h haben. Die meisten S 53 haben aber schon den auf 50 km/h angepassten Motor, da 1990/1991 nur wenige S 53 produziert wurden. Ende 1991 kam die Fertigung völlig zum Erliegen und wurde erst im Laufe des Jahres 1992 wieder fortgesetzt. In der Simson-Szene fristet die S-53-Mokickbaureihe ein Schattendasein, nicht zuletzt wegen der verringerten Höchstgeschwindigkeit und der vergleichsweise geringen Produktionszahlen.

## Varianten

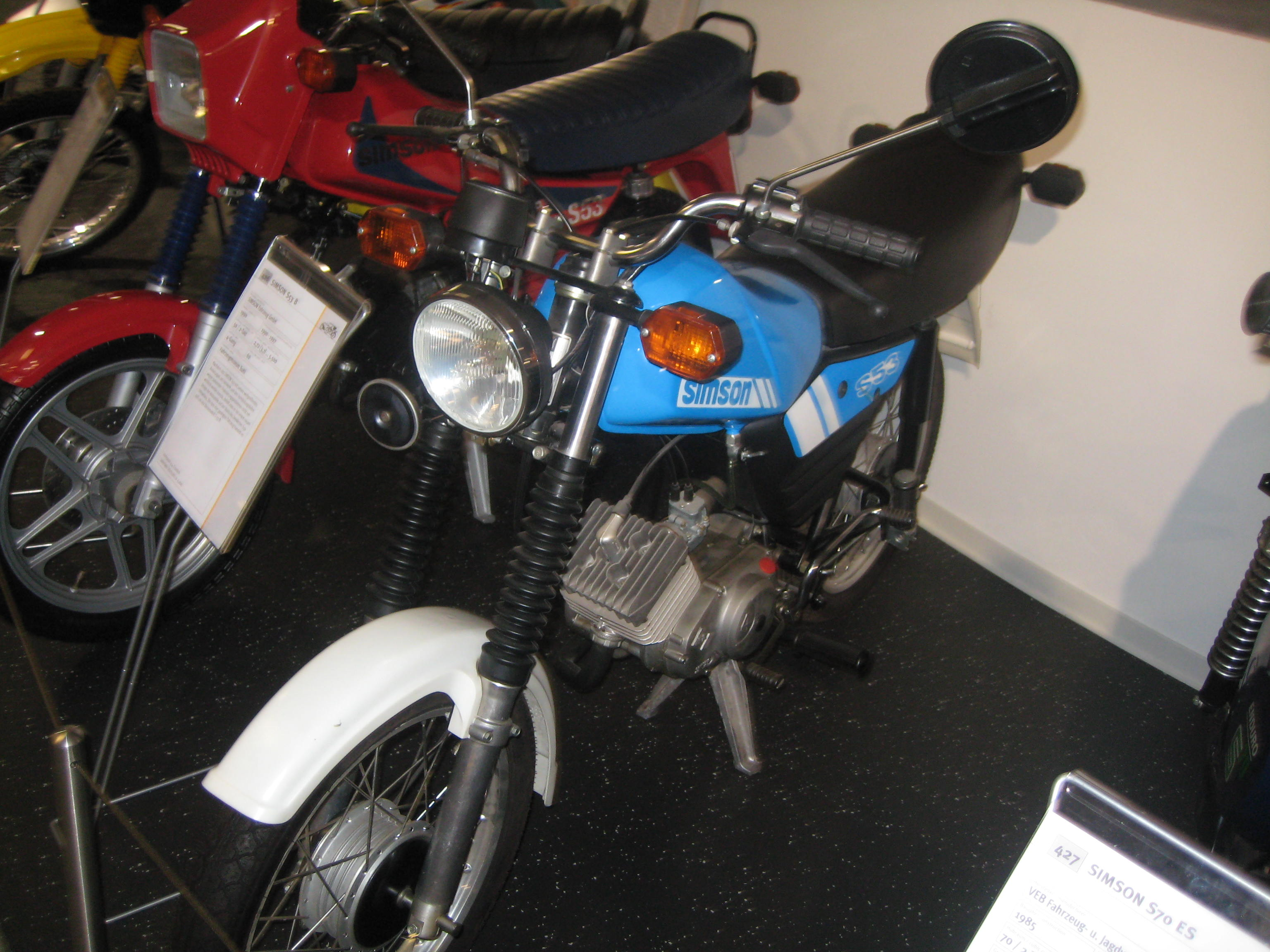
Simson S 53 N

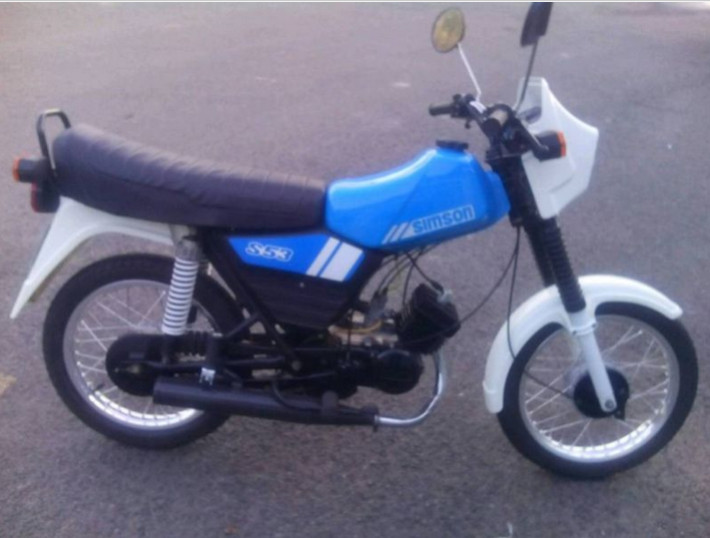
Dieses S-53-Vorserienfahrzeug von 1987 belegt den damaligen Entwicklungsstand, bereits mit dem neuen Auspuff, der erst 1993 in Serie ging.

### S 53 N
- Grundausstattung mit Trommelbremsen, Alu-Speichenräder, Runde Lampe, Blinker, Leerlaufanzeige im Tacho, 12V-Anlage

### S 53 B ab 1996 Habicht 50 Basic
- Trommelbremsen, Alu-Speichenräder, Blinker, 12V-Anlage, Scheinwerfergehäuse, Armaturenbrett mit Leerlaufanzeige, Blinker-, und Fernlichtkontrollleuchten, ab 1996 Federkrümmer

### S 53 C
- Trommelbremsen, Alu-Speichenräder, Blinker, 12V-Anlage, Scheinwerfergehäuse, Armaturenbrett mit Leerlaufanzeige, Blinker-, und Fernlichtkontrollleuchten, schwarz lackierter Motor, Drehzahlmesser, 5-fach verstellbare hintere Federbeine

### S 53 CX ab 1996 Habicht 50 CX
- Trommelbremse Hinten, Scheibenbremse Vorne, Alu-Gussräder, Blinker, 12V-Anlage, Scheinwerfergehäuse, Armaturenbrett mit Leerlaufanzeige, Blinker-, und Fernlichtkontrollleuchten, schwarz lackierter Motor, Drehzahlmesser, 5-fach verstellbare Federbeine, ab 1996 Federkrümmer

### S 53 E
- Grundausstattung der S53 B mit Stollenbereifung, 5-fach verstellbare hintere Federbeine, hochgelegter Auspuff mit Hitzeschutzblech

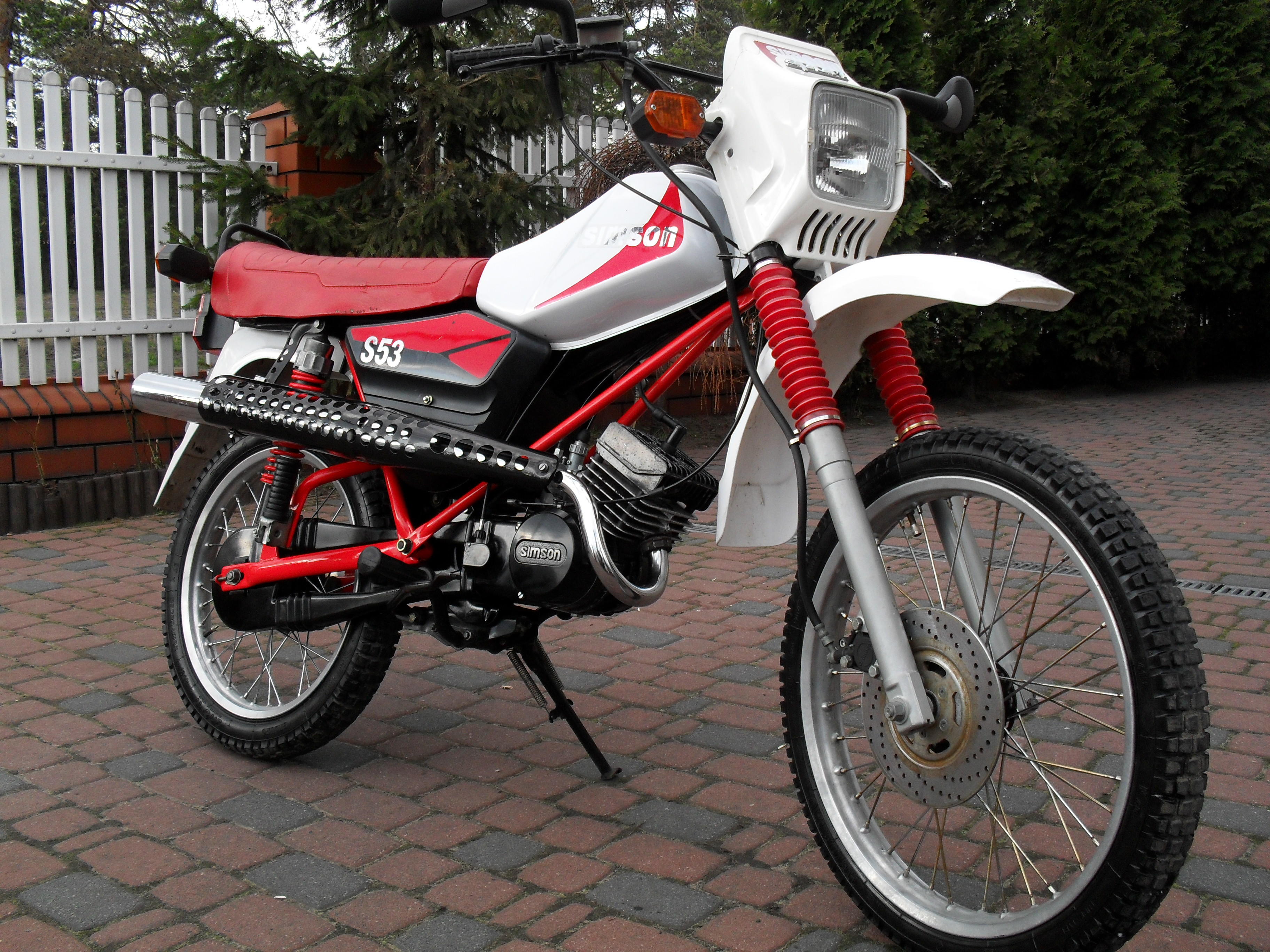
Die Enduro-Variante S 53 OR

### S 53 OR
- Grundausstattung der S53 B mit Stollenbereifung, vorne 19 Zoll, hinten 17 Zoll, längere Federgabel, 5-fach verstellbare hintere Federbeine, schwarz lackierter Motor, hochgelegter Auspuff mit Hitzeschutzblech, kein Hauptständer dafür langer Seitenständer

### S 53 Alpha B
- Weiterentwicklung der S53 B mit breiterer Lampenmaske, gummiüberzogene Unterzugsstreben, dickerer Haltegriff hinter der Sitzbank, VAPE Zündung, schwarz lackierter Motor, kurzer schwarzer Auspuff

### S 53 Alpha C
- Weiterentwicklung der S53 CX mit breiterer Lampenmaske, gummiüberzogene Unterzugsstreben, dickerer Haltegriff hinter der Sitzbank, VAPE Zündung, Seitengepäckträger, kurzer schwarzer Auspuff

### S 53 Alpha M ab 1996 Habicht 25 M
- spezielles Mofa mit 25 km/h Höchstgeschwindigkeit, drei Gang Motor, gummiüberzogene Unterzugsstreben, breiter dicker Griff hinter der Sitzbank, Plastikabdeckung über Sozius, keine hinteren Fußrasten, kurzer schwarzer Auspuff, Facomsa Tacho, Federkrümmer
- Ausnahmegenehmigungen: Blinkanlage, Tellerhorn, nicht mit Tretkurbeln ausgestattet, 35-W-Scheinwerfer.
- Im Jahr 1999 ist serienmäßig eine PVL-Zündung verbaut
- Zylinder mit Kennzeichnung 25

### S 53 Beta
- Weiterentwicklung der S53 OR mit breiterer Lampenmaske, gummiüberzogene Unterzugsstreben, dickerer Haltegriff hinter der Sitzbank, 12V-Elektronik-Zündung, Drehzahlmesser, Seitengepäckträger, hochgelegter kurzer schwarzer Auspuff,  zusätzliche Plastik-Auspuffabdeckung, Scheibenbremse Vorne, Federkrümmer

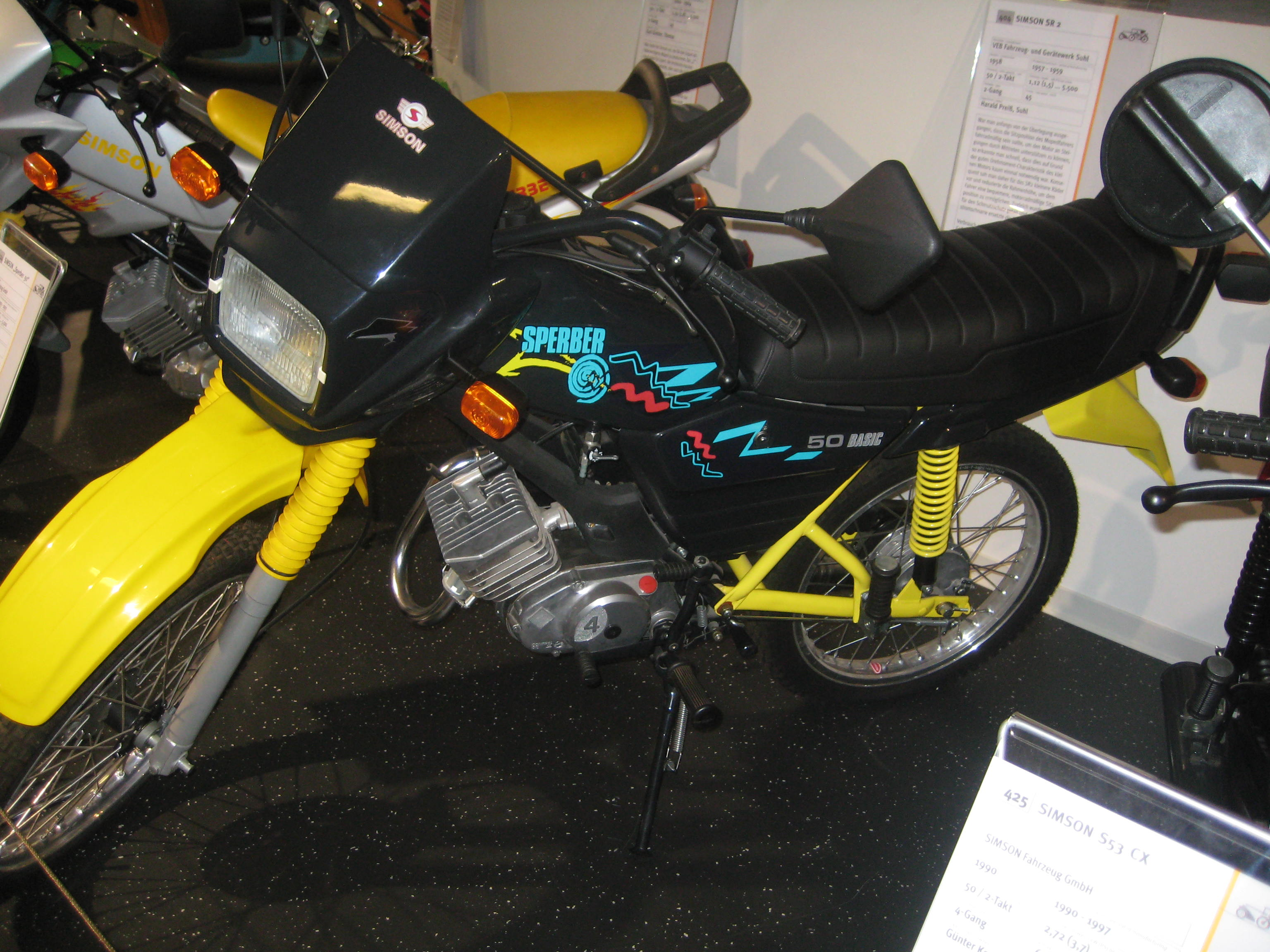
Simson S53 Sperber 50 Basic

### Sperber 50 Basic
- Basierend auf der S53 Beta mit langem Chrome Auspuff, Facomsa-Tacho, PVL-Zündung

### Sperber 50 Beach Racer
- Basierend auf der S53 OR mit gummiüberzogenen Unterzugsstreben und Federkrümmer

### Sperber 25 Beach Racer
- seltene Mofa variante der Sperber 50 Beach Racer mit 25 km/h Höchstgeschwindigkeit, drei Gang Motor, Plastikabdeckung über Sozius, keine hinteren Fußrasten
- Zylinder mit Kennzeichnung 25

### Fighter 50
- Weiterentwicklung der S53 E mit Federkrümmer

## Allgemeine Daten
|                       | Simson S53 N                                                              | Simson S53 B                                                              | Simson S53 C                                                              | Simson S53 CX                                                             | Simson S53 E                                                              | Simson S53 OR                                                             |
| --------------------- | ------------------------------------------------------------------------- | ------------------------------------------------------------------------- | ------------------------------------------------------------------------- | ------------------------------------------------------------------------- | ------------------------------------------------------------------------- | ------------------------------------------------------------------------- |
| Bauzeit               | 1989–ca. 1992                                                             | 1991–1994                                                                 | 1991–1994                                                                 | 1992–1994                                                                 | 1993–1995                                                                 | 1990–1996                                                                 |
| Motor                 | fahrtwindgekühlter Einzylinder-Zweitakt-Ottomotor (Typ M541), Kickstarter | fahrtwindgekühlter Einzylinder-Zweitakt-Ottomotor (Typ M541), Kickstarter | fahrtwindgekühlter Einzylinder-Zweitakt-Ottomotor (Typ M541), Kickstarter | fahrtwindgekühlter Einzylinder-Zweitakt-Ottomotor (Typ M541), Kickstarter | fahrtwindgekühlter Einzylinder-Zweitakt-Ottomotor (Typ M541), Kickstarter | fahrtwindgekühlter Einzylinder-Zweitakt-Ottomotor (Typ M541), Kickstarter |
| Bohrung × Hub         | 38 × 44 mm                                                                | 38 × 44 mm                                                                | 38 × 44 mm                                                                | 38 × 44 mm                                                                | 38 × 44 mm                                                                | 38 × 44 mm                                                                |
| Hubraum               | 49,9 cm³                                                                  | 49,9 cm³                                                                  | 49,9 cm³                                                                  | 49,9 cm³                                                                  | 49,9 cm³                                                                  | 49,9 cm³                                                                  |
| Verdichtung           | 9,5 : 1                                                                   | 9,5 : 1                                                                   | 9,5 : 1                                                                   | 9,5 : 1                                                                   | 9,5 : 1                                                                   | 9,5 : 1                                                                   |
| Nennleistung          | 3,7 PS (2,7 kW) bei 5500/min                                              | 3,7 PS (2,7 kW) bei 5500/min                                              | 3,7 PS (2,7 kW) bei 5500/min                                              | 3,7 PS (2,7 kW) bei 5500/min                                              | 3,7 PS (2,7 kW) bei 5500/min                                              | 3,7 PS (2,7 kW) bei 5500/min                                              |
| Gemischaufbereitung   | BVF 16 N3-2, wahlweise BING 17N15/11105 oder 17N15/1103                   | BVF 16 N3-2, wahlweise BING 17N15/11105 oder 17N15/1103                   | BVF 16 N3-2, wahlweise BING 17N15/11105 oder 17N15/1103                   | BVF 16 N3-2, wahlweise BING 17N15/11105 oder 17N15/1103                   | BVF 16 N3-2, wahlweise BING 17N15/11105 oder 17N15/1103                   | BVF 16 N3-2, wahlweise BING 17N15/11105 oder 17N15/1103                   |
| Schmierung            | Zweitaktgemisch 1 : 50                                                    | Zweitaktgemisch 1 : 50                                                    | Zweitaktgemisch 1 : 50                                                    | Zweitaktgemisch 1 : 50                                                    | Zweitaktgemisch 1 : 50                                                    | Zweitaktgemisch 1 : 50                                                    |
| Getriebe              | 4-Gang-Getriebe mit Fußschaltung                                          | 4-Gang-Getriebe mit Fußschaltung                                          | 4-Gang-Getriebe mit Fußschaltung                                          | 4-Gang-Getriebe mit Fußschaltung                                          | 4-Gang-Getriebe mit Fußschaltung                                          | 4-Gang-Getriebe mit Fußschaltung                                          |
| Endantrieb            | Rollenkette (vollgekapselt)                                               | Rollenkette (vollgekapselt)                                               | Rollenkette (vollgekapselt)                                               | Rollenkette (vollgekapselt)                                               | Rollenkette (vollgekapselt)                                               | Rollenkette (vollgekapselt)                                               |
| Rahmen                | Zentralrohrrahmen                                                         | Zentralrohrrahmen                                                         | Zentralrohrrahmen mit Unterzug                                            | Zentralrohrrahmen mit Unterzug                                            | Zentralrohrrahmen mit Unterzug                                            | Zentralrohrrahmen mit Unterzug                                            |
| Radaufhängung vorn    | Teleskopgabel                                                             | Teleskopgabel                                                             | Teleskopgabel                                                             | Teleskopgabel                                                             | Teleskopgabel                                                             | Teleskopgabel                                                             |
| Radaufhängung hinten  | Langschwinge mit Federbeinen                                              | Langschwinge mit Federbeinen                                              | Langschwinge mit Federbeinen                                              | Langschwinge mit Federbeinen                                              | Langschwinge mit Federbeinen                                              | Langschwinge mit Federbeinen                                              |
| Bereifung             | 16 × 2,75                                                                 | 16 × 2,75                                                                 | 16 × 2,75                                                                 | 16 × 2,75                                                                 | 16 × 2,75                                                                 | vorne 19x2,75 hinten 17x2,75                                              |
| Bremsen vorn/hinten   | Trommel                                                                   | Trommel                                                                   | Trommel                                                                   | Scheiben                                                                  | Trommel                                                                   | Trommel                                                                   |
| Eigengewicht          | 78 kg                                                                     | 81 kg                                                                     | 83 kg                                                                     | 88                                                                        | 83 kg                                                                     | 95                                                                        |
| zul. Gesamtgewicht    | 260 kg                                                                    | 260 kg                                                                    | 260 kg                                                                    | 260 kg                                                                    | 260 kg                                                                    | 260 kg                                                                    |
| Verbrauch             | 2 l/100 km (a)                                                            | 2 l/100 km (a)                                                            | 2 l/100 km (a)                                                            | 2 l/100 km (a)                                                            | 2 l/100 km (a)                                                            | 2 l/100 km (a)                                                            |
| Tankinhalt            | 8,7 l (davon 1 l Reserve)                                                 | 8,7 l (davon 1 l Reserve)                                                 | 8,7 l (davon 1 l Reserve)                                                 | 8,7 l (davon 1 l Reserve)                                                 | 8,7 l (davon 1 l Reserve)                                                 | 8,7 l (davon 1 l Reserve)                                                 |
| Höchstgeschwindigkeit | 60 km/h ab 1992 50 km/h                                                   | 60 km/h ab 1992 50 km/h                                                   | 60 km/h ab 1992 50 km/h                                                   | 60 km/h ab 1992 50 km/h                                                   | 60 km/h ab 1992 50 km/h                                                   | 60 km/h ab 1992 50 km/h                                                   |
| Bordspannung          | 12 V                                                                      | 12 V                                                                      | 12 V                                                                      | 12 V                                                                      | 12 V                                                                      | 12 V                                                                      |